# Jeremias Schröder
Jeremias Schröder, osb, né le 8 décembre 1964 à Mindelheim, est un bénédictin allemand, ancien archi-abbé de l'abbaye de Sainte-Odile (Sankt Ottilien), siège de la congrégation bénédictine missionnaire du même nom, et ancien président de cette congrégation.
Il est élu nouvel abbé-primat de l'Ordre de Saint-Benoît le 14 septembre 2024.

## Biographie
Maximilian Schröder entre en 1984 comme novice à l'abbaye de Sainte-Odile de la congrégation ottilienne, à quarante kilomètres de Munich, et y prononce ses premiers vœux l'année suivante, sous le nom de Jeremias. Il est envoyé ensuite à Rome étudier la philosophie et la théologie de 1985 à 1990, puis à l'université d'Oxford de 1990 à 1995 pour étudier l'histoire. Il est ordonné prêtre en 1992 à l'âge de vingt-sept ans et nommé directeur spirituel des bénédictines de l'abbaye de Stanbrook, près de Malvern en Angleterre.
Il devient le secrétaire de l'archi-abbé de Sainte-Odile, Notker Wolf (célèbre pour son orchestre de rock), en 1994, et retourne en Allemagne à la maison-mère. Il est nommé zélateur, archiviste et directeur de la rédaction du périodique missionnaire de la congrégation, les Missionsblätter. Il prend part aux travaux missionnaires de la congrégation en Chine.
Jeremias  Schröder est élu archi-abbé de Sainte-Odile en l'an 2000, à l'âge de trente-cinq ans, après que Notker Wolf est élu à la tête de la confédération bénédictine comme abbé-primat. Schröder est donc responsable des 180 moines de la communauté et président de la congrégation ottilienne à laquelle appartiennent 1 100 moines missionnaires, dans dix-huit maisons du monde entier.
Il reçoit la bénédiction abbatiale des mains de Viktor Dammertz, osb (lui-même ancien abbé de Sainte-Odile), le 28 octobre 2000. Sa devise est: « Respice stellam. »
La mission de Chine lui tient particulièrement à cœur.
En 2012, l'union personnelle cesse entre les deux positions d'archi-abbé de l'abbaye de Sainte-Odile et d'abbé-président de la congrégation. Il démissionne de sa charge d'archi-abbé et devient le premier président (praeses) élu de la congrégation de Sainte-Odile.
En 2015, Jeremias Schröder assiste au Synode ordinaire sur la famille, à Rome, en sa qualité de représentant de l'Union des supérieurs généraux. Il défend à cette occasion que « l'acceptation sociale de l'homosexualité » ou celle des « personnes divorcées remariées » constituent des questions pour lesquelles « les conférences épiscopales devaient être autorisées à formuler des réponses pastorales en harmonie avec ce qui peut être prêché, annoncé, vécu dans un contexte différent. » Selon lui, « de nombreuses interventions, "au moins une vingtaine de fois," » avaient réclamé « une délégation et une autorisation de traiter des questions, au moins sur le plan pastoral, de manière différente selon les cultures. »
Le 14 septembre 2024 il a été élu Abbé Primat de la confédération bénédictine,.

## Source
- (de) Cet article est partiellement ou en totalité issu de l’article de Wikipédia en allemand intitulé « Jeremias Schröder » (voir la liste des auteurs).